# Affstätt
Affstätt är en tidigare kommun i Baden-Württemberg. Sedan 1965 är den en kommundel i staden Herrenberg. Den hade 1 618 invånare år 2013.
Orten ligger i slättlandet Korngäu som ligger öster om Schwarzwald. Den nämns 1287 för första gången i en urkund. Den främsta sysselsättningen var under långa tider jordbruk. Under slutet av 1900-talet och början av 2000-talet tillkom flera andra yrken.